# Senpai en kōhai
Senpai (Japans: 先輩, "senior") en kōhai (Japans: 後輩, "junior") zijn in de Japanse maatschappij twee tegengestelde en onderling afhankelijke rollen in de alledaagse hiërarchie, gebaseerd op leeftijd en rang. Dit concept is ontstaan vanuit het confucianisme en is een fundamenteel aspect in de onderlinge verhouding tussen scholieren, collega's en clubleden in Japan.

## Concept
In deze relatie is de senpai degene met een hogere leeftijd of rang dan de kōhai. Als bijvoorbeeld een eerstejaars- en een tweedejaarsstudent in een groep terechtkomen, dan is de eerstejaars altijd de kōhai en de tweedejaars altijd de senpai. De kōhai wordt geacht de senpai met eerbied en loyaliteit te behandelen. Omgekeerd neemt de senpai een rol van mentorschap en verantwoordelijkheid jegens de kōhai aan.
Buiten Japan kan deze verhouding worden gehanteerd door verenigingen van oorspronkelijk Japanse vechtkunsten zoals judo, karate en aikido.